# Sin (песня)
«Sin» (в переводе с англ. — «Грех») — песня американской индастриал-рок-группы Nine Inch Nails, записанная для их дебютного студийного альбома Pretty Hate Machine. 10 октября 1990 года композиция была выпущена в качестве третьего и последнего сингла в поддержку пластинки. В системе нумерации релизов NIN Halo «Sin» обозначен как Halo 4.

## О сингле
Лирика композиции затрагивает тематику секса; это отражается и в снятом к «Sin» видеоклипе. В тексте песни также присутствует строчка: «Stale incense old sweat and lies lies lies» (в переводе с англ. — «Удушающий запах ладана и пота и ложь, ложь, ложь»). Это является прямой цитатой из рассказа Клайва Баркера «В городах, в городах» из серии «Книги крови».
Различные издания сингла включают в себя переработанные версии «Sin», и кавер-версию песни «Get Down, Make Love» британской рок-группы Queen с альбома News of the World. В кавере была использована семплированная речь героя Дана О’Херлихи из фильма «Кабинет Калигари». Помимо этого в последних секундах трека содержится короткий фрагмент песни «We Will Rock You» Queen. «Get Down, Make Love» в исполнении Nine Inch Nails имеет барабанный ритм, который фактически идентичен другой композиции NIN — «Hyperpower» c альбома Year Zero 2007 года.
Песня исполнялась во время концертных выступлений NIN, впоследствии попав на восьмую строчку рейтинга самых исполняемых треков группы по версии портала setlist.fm. Тем не менее, в сет-лист тура Tension «Sin» не была внесена. Концертное исполнение песни значительно отличалось от оригинала; звучание также варьировалось на протяжении туров.
В 2015 году сингл был переиздан в составе бокс-сета Halo I—IV.

## Восприятие
Рецензент Allmusic Тим ДиГравина воспринял сингл негативно. Обозреватель негативно воспринял ремиксы оригинальной песни, посчитав их чересчур танцевальными, а даб-версию «бессмысленной» по звучанию. По мнению ДиГравины, сингл заслуживает внимание только из-за присутствия на нём кавер-версии «Get Down, Make Love» Queen; критик посчитал её «по-настоящему качественной».

## Видеоклип

Кадр из клипа

Музыкальное видео снято Бреттом Тёрнбуллом. В клипе была использована ремикшированная версия песни. В начале видео появляются две танцующие женщины. Затем показывается женщина в спелеоснаряжении и с галогенной лампой, которая ведёт по коридору некого промышленного сооружения связанного лидера NIN Трента Резнора, на голову которого одет мешок. Женщина привязывает Резнора к аэротриму и начинает его вращать. Видеоряд, время от времени, прерывают кадры с двумя мужчинами-гомосексуалистами, ритуальными танцами и гениталиями с пирсингом.
Видео никогда официально не выпускалось. Некоторые материалы клипа были изданы на видеосборниках NIN Closure и Collected. Полная версия «Sin» была выложена на официальном сайте TVT Records.

## Список композиций
| №                   | Название                                   | Ремикширование      | Длительность |
| ------------------- | ------------------------------------------ | ------------------- | ------------ |
| 1.                  | «Sin» (long)                               | Шервуд, Леблан      | 5:51         |
| 2.                  | «Sin» (dub)                                | Шервуд, Леблан      | 5:00         |
| 3.                  | «Get Down, Make Love» (кавер-версия Queen) |                     | 4:19         |
| 4.                  | «Sin» (short)                              | Шервуд, Леблан      | 4:19         |
| Общая длительность: | Общая длительность:                        | Общая длительность: | 19:29        |

| №                   | Название                                   | Ремикширование      | Длительность |
| ------------------- | ------------------------------------------ | ------------------- | ------------ |
| 1.                  | «Sin» (short)                              | Шервуд, Леблан      | 4:19         |
| 2.                  | «Sin» (long)                               | Шервуд, Леблан      | 5:51         |
| 3.                  | «Get Down, Make Love» (кавер-версия Queen) |                     | 4:19         |
| 4.                  | «Sin» (dub)                                | Шервуд, Леблан      | 5:00         |
| Общая длительность: | Общая длительность:                        | Общая длительность: | 19:29        |

| №                   | Название                                   | Ремикширование      | Длительность |
| ------------------- | ------------------------------------------ | ------------------- | ------------ |
| 1.                  | «Sin» (short)                              | Шервуд, Леблан      | 4:19         |
| 2.                  | «Get Down, Make Love» (кавер-версия Queen) |                     | 4:19         |
| Общая длительность: | Общая длительность:                        | Общая длительность: | 8:36         |

## Участники записи
- Трент Резнор — вокал, аранжировка, программирование, продюсирование, цифровое редактирование, сведение
- Кит ЛеБлан[англ.] — инжиниринг, сведение, ремикширование
- Эдриан Шервуд[англ.] — инжиниринг
- Джон Фрайер[англ.] — инжиниринг, сведение, продюсирование
- Эл Йоргенсен (под псевдонимом «Hypo Luxa») — продюсирование
- Джефф Невелл — звукоинженер
- Гэри Талпес[англ.] и Designer’s Republic — дизайн

## Позиции в чартах
| Чарт (1990)                        | Высшая позиция |
| ---------------------------------- | -------------- |
| UK Singles Chart                   | 35             |
| Hot Dance Music/Club Play          | 10             |
| Hot Dance Music/Maxi-Singles Sales | 13             |